# Botans
Botans [bɔtɑ̃] ist ein Dorf und eine Gemeinde mit 248 Einwohnern (Stand: 1. Januar 2022) im französischen Territoire de Belfort in der Region Bourgogne-Franche-Comté. Die Bewohner werden Botanais und Botanaises genannt.

## Geographie
Botans liegt auf 355 m, etwa fünf Kilometer südlich der Stadt Belfort (Luftlinie). Das Dorf erstreckt sich im Bereich der Burgundischen Pforte, in einer Mulde westlich des Tals der Savoureuse und ihres Seitenflusses Douce, am Ostrand der Hügel des Grand Bois.

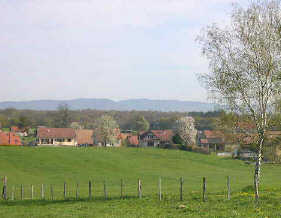
Blick auf den Ort

Die Fläche des 2,29 km² großen Gemeindegebiets umfasst einen Abschnitt der leicht gewellten Landschaft im Bereich der Burgundischen Pforte (Trouée de Belfort). Die östliche Grenze verläuft inmitten der rund ein Kilometer breiten Talebene der Savoureuse, die für die Entwässerung nach Süden zum Allan sorgt. Parallel zur Savoureuse fließt die Douce, die nördlich von Botans in das Tal einmündet. In der Talebene befindet sich auch die Wasserstraße des Canal de la Haute-Saône, eines Seitenastes des Rhein-Rhône-Kanals. Verschiedene ehemalige Sand- und Kiesgruben auf dem Talboden wurden mittlerweile geflutet. Im Norden verläuft die Grenze entlang der Douce.
Von der Talebene, die durchschnittlich auf 340 m liegt, erstreckt sich das Gemeindeareal westwärts in die Mulde von Botans und auf die angrenzenden Hügel. Diese sind teils mit Wald, teils mit Acker- und Wiesland bestanden. Im Nordwesten befindet sich die Höhe Le Fays (393 m) und im Südwesten Les Cerisiers, auf der mit 397 m die höchste Erhebung von Botans erreicht wird.
Nachbargemeinden von Botans sind Andelnans im Norden, Sevenans im Osten, Dorans im Südwesten sowie Argiésans im Nordwesten.

## Geschichte
Erstmals urkundlich erwähnt wird Botans im Jahr 1347. Zunächst im Einflussbereich der Herren von Montbéliard stehend, gelangte Botans Mitte des 14. Jahrhunderts unter die Oberhoheit der Habsburger. Zusammen mit dem Sundgau kam das Dorf mit dem Westfälischen Frieden 1648 an die französische Krone. Seit 1793 gehörte Botans zum Département Haut-Rhin, verblieb jedoch 1871 als Teil des Territoire de Belfort im Gegensatz zum restlichen Elsass bei Frankreich. Auf dem Gemeindegebiet von Botans wurde 1926 am Canal de la Haute-Saône ein Hafen eingerichtet, der als Kohleumschlagplatz für die Stadt Belfort diente. 1973 wurde der Hafen jedoch stillgelegt. Seit 2000 war Botans zunächst Teil des Gemeindeverbandes Communauté d’agglomération Belfortaine, der 2017 in der Grand Belfort Communauté d’Agglomération aufging.

## Sehenswürdigkeiten

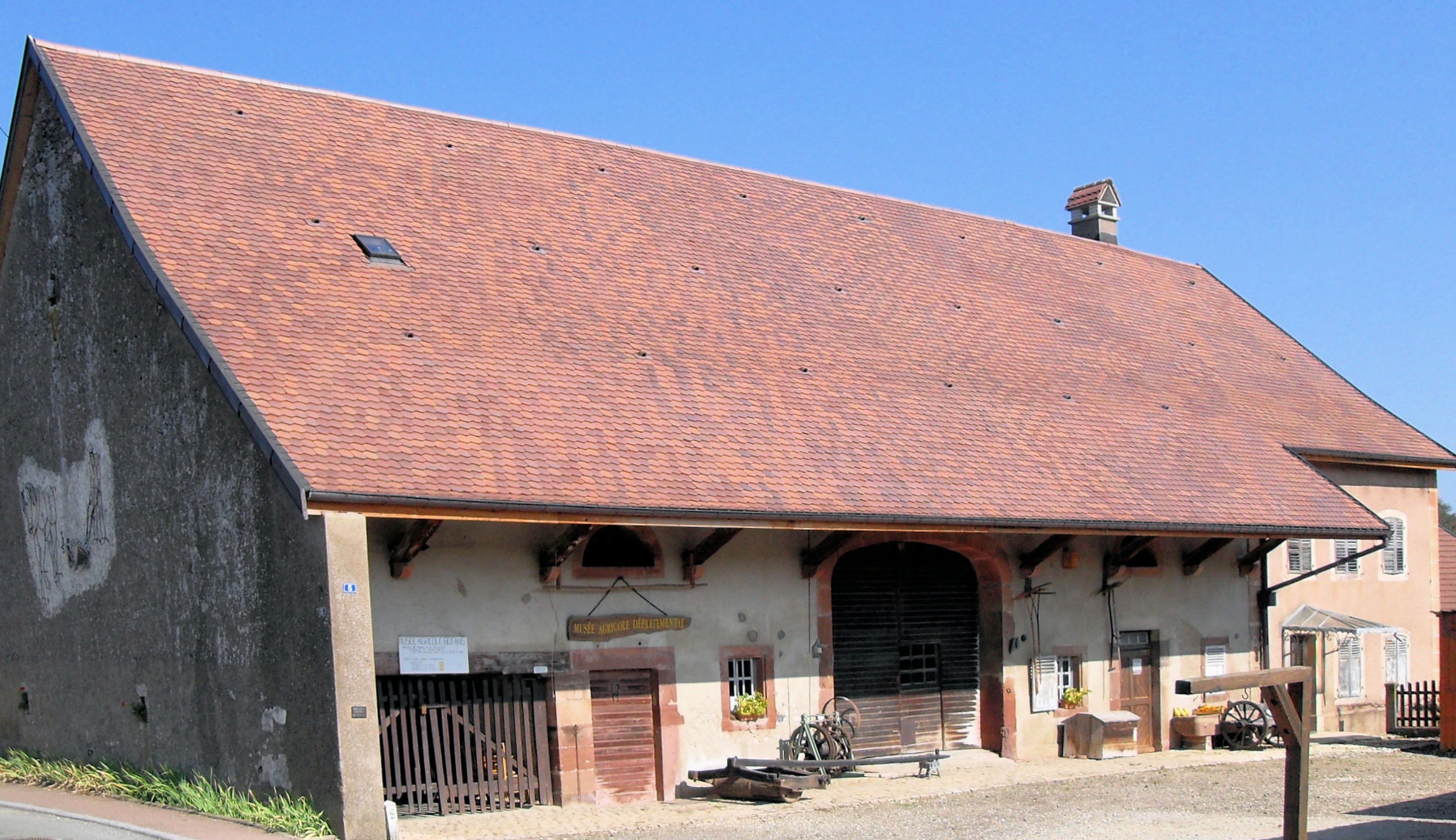
Agrarmuseum Botans

Der Ortskern ist geprägt durch verschiedene Häuser im charakteristischen Stil der Franche-Comté aus dem 18. und 19. Jahrhundert. In einem alten Bauernhof befindet sich das Agrarmuseum (Musée Agricole), das 1988 eröffnet wurde und landwirtschaftliche Maschinen und Werkzeuge zeigt.

## Bevölkerung
| Jahr      | 1962 | 1968 | 1975 | 1982 | 1990 | 1999 | 2006 | 2013 | 2020 |
| Einwohner | 158  | 150  | 200  | 194  | 226  | 272  | 275  | 287  | 238  |

Mit 248 Einwohnern (1. Januar 2022) gehört Botans zu den kleinen Gemeinden des Départements Territoire de Belfort. Nachdem die Einwohnerzahl in der ersten Hälfte des 20. Jahrhunderts stets im Bereich zwischen 100 und 160 Personen gelegen hatte, wurde seit Beginn der 1970er Jahre ein deutliches Bevölkerungswachstum verzeichnet.

## Wirtschaft und Infrastruktur
Botans war bis weit ins 20. Jahrhundert hinein ein vorwiegend durch die Landwirtschaft (Ackerbau, Obstbau und Viehzucht) geprägtes Dorf. In der Talebene im Bereich des Kanalhafens entwickelte sich im Lauf der Zeit eine Gewerbe- und Industriezone. Hier haben sich verschiedene Unternehmen des Transportgewerbes, der Nahrungsmittelverarbeitung, eine Werkzeugfabrik und Einkaufsgeschäfte angesiedelt. Mittlerweile hat sich das Dorf auch zu einer Wohngemeinde gewandelt. Viele Erwerbstätige sind deshalb Wegpendler, die in den Agglomerationen Belfort und Montbéliard ihrer Arbeit nachgehen.
Die Ortschaft ist verkehrstechnisch gut erschlossen. Sie liegt nahe der Hauptstraße, die von Belfort nach Montbéliard führt. Der nächste Anschluss an die Autobahn A36, welche das Gemeindegebiet durchquert, befindet sich in einer Entfernung von ungefähr zwei Kilometern. Weitere Straßenverbindungen bestehen mit Héricourt, Dorans und Andelnans. Mit der Stadt Belfort ist Botans durch eine Buslinie verbunden.